# Erscheinung des Herrn (Altenburg)

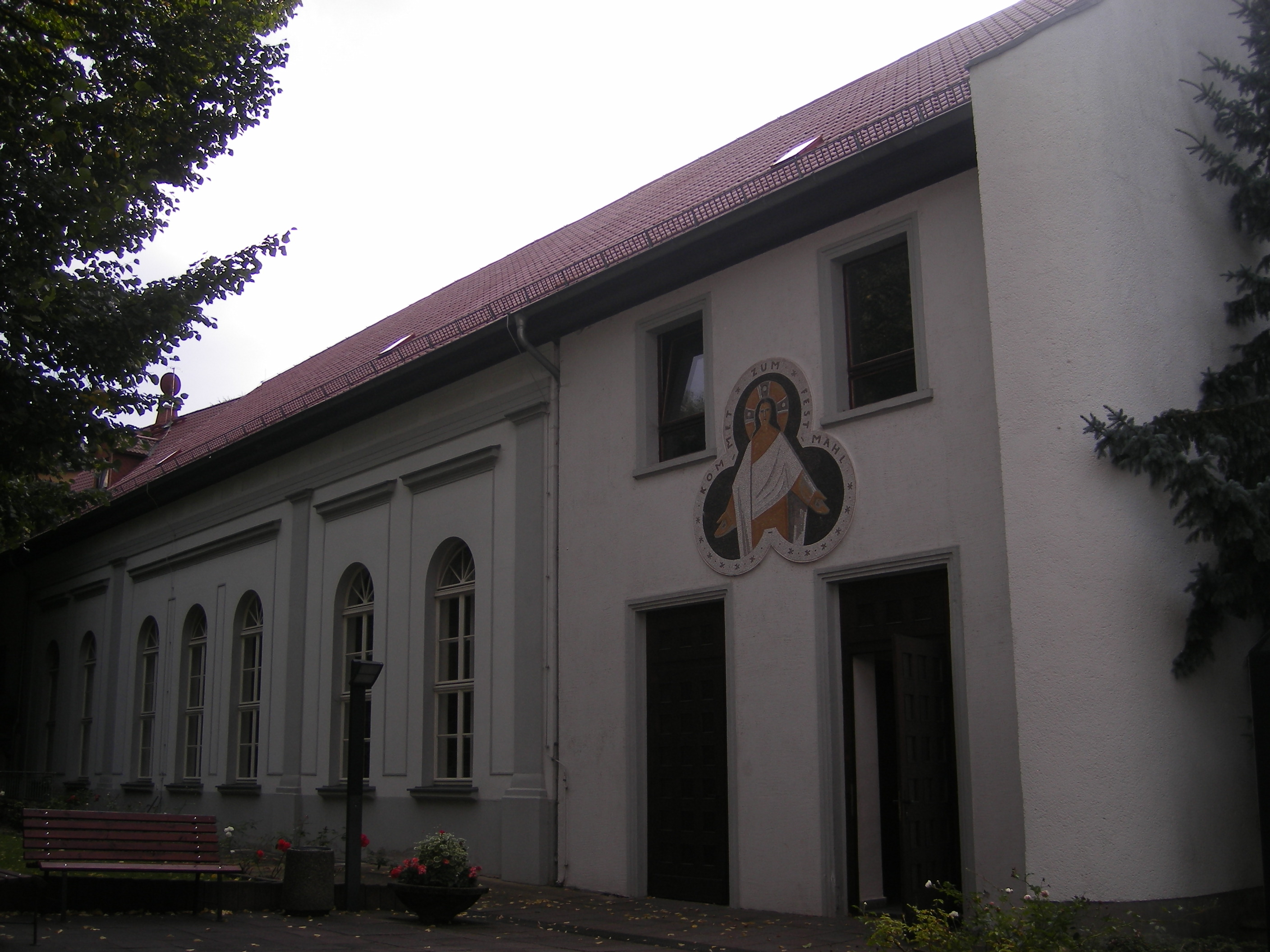
Die Kirche

Die römisch-katholische Pfarrkirche Erscheinung des Herrn steht in der Stadt Altenburg im Landkreis Altenburger Land im Osten Thüringens.

## Geschichte
Das Gebäude an der Frauengasse 24, das zuvor vom Varieté Concordia genutzt worden war, wurde 1950 als Pfarrkirche übernommen und am 24. Juni 1950 geweiht. In den 1960er Jahren schuf der Künstler Friedrich Preß die sakrale Innengestaltung.
Die Kirche wurde ab Sommer 2008 umgestaltet und nach Abschluss der Arbeiten am 3. Januar 2010 neu geweiht.

## Kirchenraum
Der neue Raum ist flexibel bestuhlt und vom Hauptschiff abtrennbar und getrennt heizbar, was Ziel der Mühen war. Die Taufkapelle ist kreisrund und besitzt einen Taufstein. Dahinter befindet sich die Beichte. Die Ikonenkapelle befindet sich seitlich.
Der Umbau war nur mit Unterstützung der Stiftung der Sparkasse Altenburger Land und zahlreicher Spender möglich. Nun können 2.100 katholische Christen aus dem Raum Altenburg zum Gottesdienst Platz und Heimstatt finden.